# گمینا ستار بروس
گمینا ستار بروس (به لهستانی:  Gmina Stary Brus) یک گمینا در لهستان است که در شهرستان وووداوا واقع شده‌است. گمینا ستار بروس ۱۳۳٫۴ کیلومتر مربع مساحت و ۲٬۲۰۲ نفر جمعیت دارد.